# 小行星4816
小行星4816（4816 Connelly）是一颗绕太阳运转的小行星，为主小行星带小行星。该小行星于1981年8月3日发现。

## 轨道参数
小行星4816的轨道半长轴为2.5891105 UA，离心率为0.274。